# شو فوکودا
شو فوکودا (ژاپنی: 福田 翔生؛ زادهٔ ۲۳ مارس ۲۰۰۱) یک بازیکن فوتبال اهل ژاپن است.
از باشگاه‌هایی که در آن بازی کرده‌است می‌توان به باشگاه فوتبال ایماباری اشاره کرد.